# Sada Abe
Sada Abe (阿部 定, Abe Sada; 28 de maio de 1905 – depois de 1970) foi uma prostituta japonesa, notória por ter matado seu amante, Kichizo Ishida, mediante asfixia  erótica, em 18 de maio de 1936, e então cortar seu pénis e testículos. Por esse crime, foi levada à prisão, de onde só saiu após a Segunda Guerra Mundial. A história ficou muito famosa no Japão, alcançando notoriedade mundial ao figurar em filmes como Império dos Sentidos, bem como vasta bibliografia, inclusive em português. Sada Abe desapareceu na década de 1970, e atualmente é dada como morta.
Sada Abe era a sétima filha de uma família com oito filhos, de Shigeyoshi e Katsu Abe, uma família de classe média alta de fabricantes de tatames no bairro de Kanda, em Tóquio.  Apenas quatro dos filhos casal sobreviveram até a idade adulta, dos quais Sada era a mais nova. O pai de Sada, oriundo da província de Chiba, foi adotado pela família Abe para ajudar nos negócios, que ele acabou herdando. Com 52 anos na época do nascimento de Sada, Shigeyoshi Abe foi descrito pela polícia como "um homem honesto e íntegro" que não tinha vícios notáveis nem qualquer problema com a lei; alguns conhecidos relataram que ele era um tanto egocêntrico, com gosto pela extravagância. Da mesma forma, a mãe de Sada não tinha nenhum problema com a lei em seus registros. 
O irmão de Sada, Shintarō, era conhecido como um homem que mantinha casos com várias mulheres e, após seu casamento, fugiu com o dinheiro de seus pais. Sua irmã Teruko também era conhecida por ter tido vários amantes. O pai de Sada enviou Teruko para trabalhar em um bordel, no período uma forma não incomum de punir a promiscuidade sexual feminina no Japão, embora ele logo a tenha comprado de volta. O passado de Teruko não era considerado um obstáculo ao casamento para aqueles da classe  alta  na época, e ela logo se casou.
Sada nasceu em 1905.  Sua mãe adorava-a, já que era sua filha mais nova sobrevivente, e permitia que ela fizesse o que quisesse. Ela encorajou Abe a ter aulas de canto e de shamisen, ambas as atividades que, na época, estavam mais intimamente associadas às gueixas - uma profissão ocasionalmente de classe baixa - e às prostitutas do que ao esforço artístico clássico. As gueixas eram consideradas celebridades glamurosas na época, e a própria Abe perseguiu essa imagem matando aula para suas aulas de música e usando maquiagem de geixas.
À medida que os problemas familiares com seus irmãos Teruko e Shintarō se tornavam mais urgentes, Abe era frequentemente mandada para fora de casa sozinha. Ela logo se juntou a um grupo de adolescentes igualmente independentes. Aos 14 anos, durante um de seus passeios com esse grupo, Abe foi estuprada por um de seus conhecidos, um estudante da Universidade Keio  .  Os pais de Abe inicialmente pareceram apoiá-la, mas logo mudaram sua resposta e, alegando que Abe havia se tornado irresponsável e incontrolável, a venderam para uma casa de gueixas em Yokohama em 1922. A irmã mais velha de Sada, Toku, testemunhou que Sada desejava se tornar uma gueixa. A própria Abe, no entanto, afirmou que seu pai a fez uma gueixa como punição por sua promiscuidade.
O encontro de Abe com o mundo das gueixas provou ser frustrante e decepcionante. Para se tornar uma verdadeira estrela entre as gueixas, era necessário aprendizado desde a infância, com anos de treinamento e estudo de artes e música. Abe nunca progrediu além de uma classificação baixa, e uma de suas principais funções era fornecer sexo para clientes. Ela trabalhou por cinco anos nessa função e acabou contraindo sífilis. Como isso significava que ela seria obrigada a se submeter a exames médico regulares, assim como uma prostituta legalmente licenciada, Abe decidiu entrar em uma profissão mais bem paga, que era a prostituição propriamente dita. 

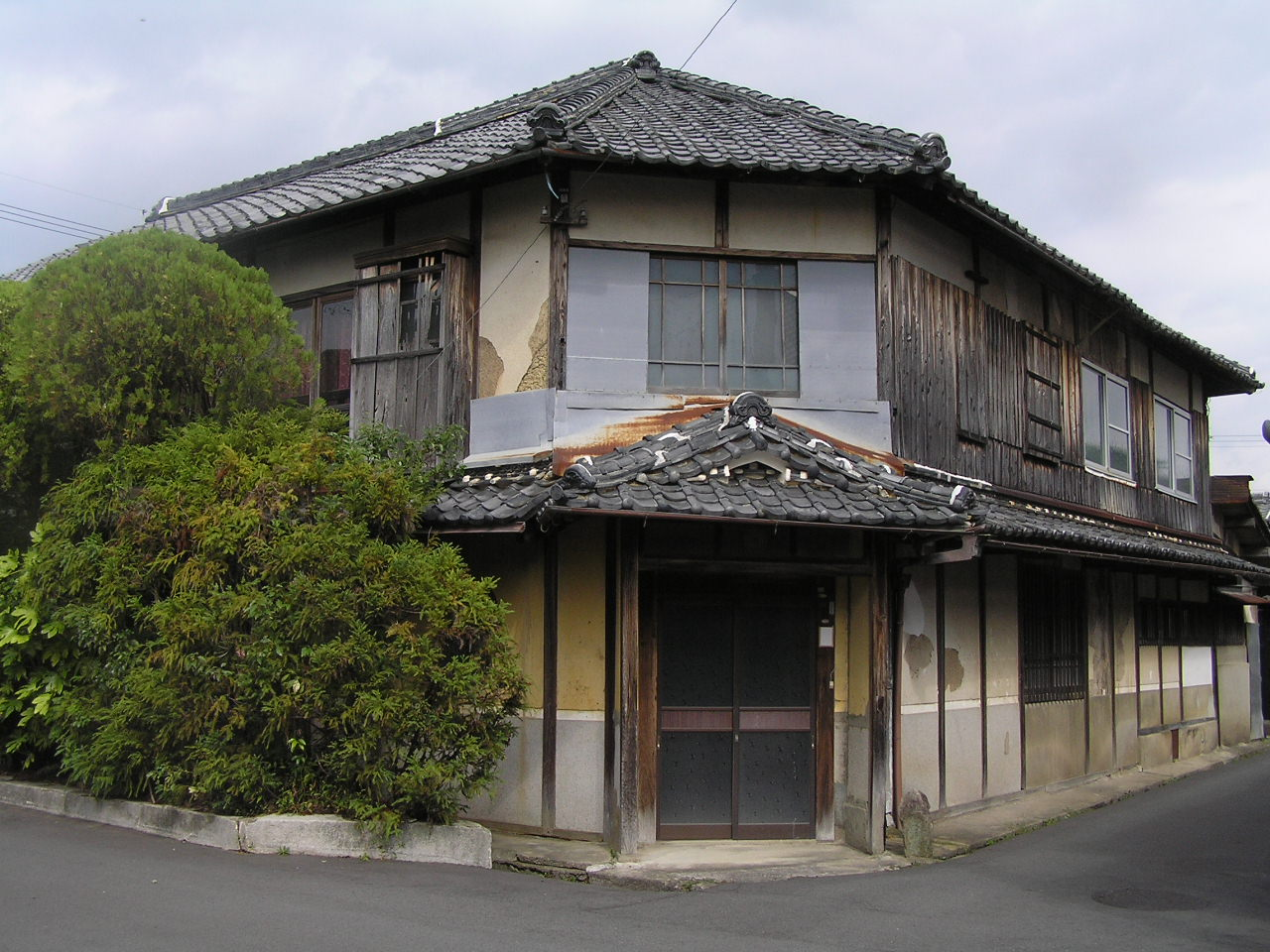
Bordel onde Sada iniciou na prostituição

Abe começou a trabalhar como prostituta no famoso bairro de bordéis de Tobita Shinchi, em Osaka, mas logo ganhou a reputação de encrenqueira. Ela roubou dinheiro de clientes e tentou sair do bordel várias vezes, mas logo foi rastreada pelo bem organizado sistema legal de prostituição. Depois de dois anos, Abe finalmente conseguiu escapar e conseguiu um emprego como garçonete. No entanto, não satisfeita com o salário, ela voltou à prostituição, embora agora sem licença, e começou a trabalhar nos bordéis sem licença de Osaka em 1932. Após a morte de sua mãe em janeiro de 1933, Abe viajou para Tóquio para visitar seu pai e o túmulo de sua mãe. Ela entrou no mercado de prostituição em Tóquio e, enquanto estava lá, tornou-se amante de um homem pela primeira vez. Quando seu pai adoeceu gravemente em janeiro de 1934, Abe cuidou dele por dez dias até sua morte.
Em outubro de 1934, Abe foi presa em uma batida policial no bordel sem licença onde trabalhava na época. Kinnosuke Kasahara, um amigo bem relacionado do dono do bordel, providenciou sua libertação. Kasahara sentiu-se atraído por Abe, descobrindo que ela não tinha dívidas e, com a concordância de Abe, tornou-a sua amante. Ele montou uma casa para Abe em 20 de dezembro de 1934 e também lhe proporcionou uma renda. Em seu depoimento à polícia, ele lembrou: "Ela era realmente forte, realmente poderosa. Mesmo que eu estivesse bastante cansado, ela era o suficiente para me surpreender. Ela não ficava satisfeita a menos que fizéssemos isso duas, três ou quatro vezes por noite. Para ela, era inaceitável, a menos que eu tivesse minha mão em suas partes íntimas a noite toda... No começo foi ótimo, mas depois de algumas semanas fiquei um pouco exaustivo." Quando Abe sugeriu que Kasahara deixasse sua esposa para se casar com ela, ele recusou. Ela então pediu a Kasahara que lhe permitisse ter outro amante, o que ele também se recusou a fazer. Depois, o relacionamento deles terminou e, para escapar dele, Abe partiu para Nagoya.
Em Nagoya, em 1935, novamente com a intenção de deixar a indústria do sexo, Abe começou a trabalhar como empregada doméstica em um restaurante. Ela logo se envolveu romanticamente com um cliente do restaurante, Gorō Ōmiya, um professor e banqueiro que aspirava a se tornar um membro da Dieta do Japão . Sabendo que o restaurante não toleraria uma empregada tendo relações sexuais com clientes, e tendo ficado entediada com Nagoya, ela retornou a Tóquio em junho. Ōmiya conheceu Abe em Tóquio e, descobrindo que ela havia contraído sífilis anteriormente, pagou por sua estadia em um resort de fontes termais em Kusatsu de novembro a janeiro de 1936. Em janeiro, Ōmiya sugeriu que Abe poderia se tornar financeiramente independente abrindo um pequeno restaurante e recomendou que ela começasse a trabalhar como aprendiz no ramo de restaurantes.
De volta a Tóquio, Abe começou a trabalhar como aprendiz no restaurante Yoshidaya em 1º de fevereiro de 1936. O proprietário deste estabelecimento, Kichizō Ishida, com 42 anos na época, havia subido na carreira, começando como aprendiz em um restaurante especializado em pratos de enguia. Ele abriu o Yoshidaya no bairro de Nakano, em Tóquio, em 1920. Quando Abe ingressou em seu restaurante, Ishida havia se tornado conhecido como um mulherengo que, naquela época, pouco fazia para administrar o restaurante, que, na verdade, passou a ser administrado principalmente por sua esposa.
Pouco depois de Abe começar a trabalhar no Yoshidaya, Ishida começou a fazer avanços amorosos em sua direção. Ōmiya nunca havia satisfeito Abe sexualmente e era receptiva às abordagens de Ishida. Em meados de abril, Ishida e Abe tiveram sua primeira relacão sexual, no restaurante, com o acompanhamento de uma balada romântica cantada por uma das gueixas do restaurante. Em 23 de abril de 1936, Abe e Ishida se encontraram para um encontro sexual pré-arranjado em uma casa de chá, ou machiai — o equivalente contemporâneo de um motel no bairro de Shibuya. Planejando apenas uma curta aventura, o casal permaneceu na cama por quatro dias. Na noite de 27 de abril, eles se mudaram para outra casa de chá no distante bairro de Futako Tamagawa, onde continuaram a beber e a fazer sexo, ocasionalmente com o acompanhamento do canto de uma gueixa, e continuariam mesmo quando as empregadas entrassem no quarto para servir saquê.  Eles se mudaram em seguida para o bairro de Ogu. Ishida só retornou ao seu restaurante na manhã de 8 de maio, após uma ausência de cerca de duas semanas. Sobre Ishida, Abe disse mais tarde: "É difícil dizer exatamente o que havia de tão bom em Ishida. Mas era impossível dizer algo ruim sobre sua aparência, sua atitude, sua habilidade como amante, a maneira como ele expressava seus sentimentos. Eu nunca tinha conhecido um homem tão sexy."

Após o término do encontro de duas semanas, Abe ficou agitada e começou a beber excessivamente. Ela disse que, com Ishida, havia conhecido o amor verdadeiro pela primeira vez na vida, e a ideia de Ishida voltar para a esposa a deixava com ciúmes intensos. Pouco mais de uma semana antes da morte de Ishida, Abe começou a contemplar seu assassinato. Em 9 de maio de 1936, ela assistiu a uma peça em que uma gueixa atacou seu amante com uma faca grande, e decidiu ameaçar Ishida com uma faca no encontro seguinte. Em 11 de maio, Abe penhorou algumas de suas roupas e usou o dinheiro para comprar uma faca de cozinha. Mais tarde, ela descreveu o encontro com Ishida naquela noite: "Tirei a faca de cozinha da minha bolsa e o ameacei como já havia sido feito na peça que eu tinha visto, dizendo: 'Kichi, você usou esse quimono só para agradar um de seus clientes favoritos. Seu desgraçado, eu te mato por isso.' Ishida ficou assustado e se afastou um pouco, mas parecia encantado com tudo isso…" 

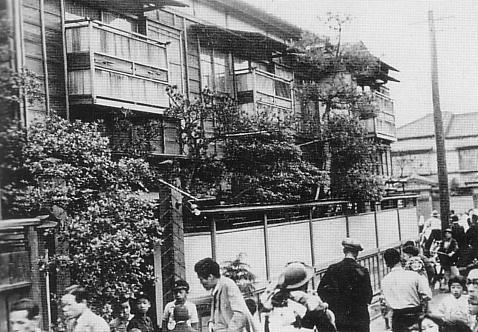
Local do crime de Sada Abe

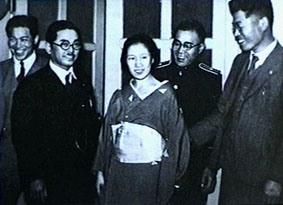
Foto de jornal tirada logo após a prisão de Abe, na delegacia de policia de Takanawa, Tóquio, em 20 de maio de 1936

Ishida e Abe retornaram a Ogu, onde permaneceram até sua morte. Durante o ato sexual, Abe colocou a faca na base do pênis de Ishida e disse que garantiria que ele nunca mais brincasse com outra mulher. Ishida riu disso. Duas noites depois, Abe começou a estrangular Ishida, e ele disse a ela para continuar, dizendo que isso aumentava seu prazer ( asfixia erótica ). Ela o fez fazer isso com ela também. Na noite de 16 de maio de 1936, Abe usou seu obi para cortar a respiração de Ishida durante o orgasmo, e ambos gostaram. Eles repetiram isso por mais duas horas. Assim que Abe parou o estrangulamento, o rosto de Ishida ficou distorcido e não voltou à sua aparência normal. Ishida tomou trinta comprimidos de um sedativo chamado Calmotin para tentar aliviar sua dor. De acordo com Abe, quando Ishida começou a cochilar, ele disse a ela: "Você vai colocar o cordão em volta do meu pescoço e apertá-lo novamente enquanto eu estiver dormindo, não vai... Se você começar a me estrangular, não pare, porque é muito doloroso depois." Abe comentou que se perguntou se ele queria que ela o matasse, mas, refletindo, decidiu que ele devia estar brincando.
Por volta das 2 da manhã de 18 de maio de 1936, enquanto Ishida dormia, Abe enrolou sua faixa duas vezes em volta do pescoço dele e o estrangulou até a morte. Mais tarde, ela disse à polícia: "Depois de matar Ishida, me senti totalmente à vontade, como se um fardo pesado tivesse sido tirado dos meus ombros, e senti uma sensação de clareza." Depois de se deitar com o corpo de Ishida por algumas horas, ela cortou seu pênis e testículos com a faca de cozinha, os embrulhou em uma capa de revista e os guardou até sua prisão, três dias depois. Com o sangue, ela escreveu "Sada, Ishida no Kichi Futari-kiri" (定、石田の吉二人キリ, "Nós, Sada e Kichi(zō) Ishida, estamos sozinhos") na coxa esquerda de Ishida e em um lençol. Ela então desenhou 定 ("Sada", o ideograma do seu nome) no braço esquerdo dele. Depois de vestir a roupa íntima de Ishida, ela saiu da pousada por volta das 8h, pedindo aos funcionários que não perturbassem Ishida.
Após deixar a pousada, Abe encontrou seu antigo amante Gorō Ōmiya. Ela se desculpou repetidamente com ele, mas Ōmiya, sem saber do assassinato, presumiu que ela estava se desculpando por ter tido outro amante. Na verdade, as desculpas de Abe eram pelos danos à sua carreira política que ela sabia que sua associação com ela estava fadada a causar. Depois que o corpo de Ishida foi descoberto, uma busca foi iniciada por Abe, que havia desaparecido. Em 19 de maio de 1936, os jornais publicaram a história. A carreira de Ōmiya foi arruinada e a vida de Abe ficou sob intenso escrutínio público daquele ponto em diante.

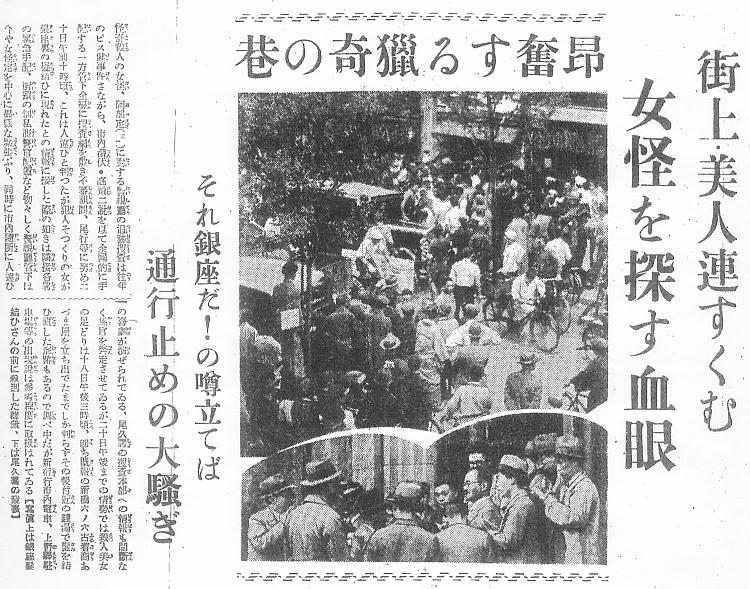
Capa de 21 de maio1936 do jornal Tokyo Asahi Shimbun

As circunstâncias da morte de Ishida imediatamente causaram sensação nacional. O frenesi que se seguiu à busca por Abe foi chamado de "O Pânico de Abe Sada". A polícia recebeu relatos de avistamentos de Abe em várias cidades, e um avistamento falso quase causou uma debandada em Ginza, resultando em um grande tumulto.  Em referência ao recente golpe fracassado em Tóquio, o Incidente de 26 de fevereiro ou " Incidente Ni Ni-Roku " ("2-26" ou "26 de fevereiro"), o crime foi satiricamente apelidado de "Incidente Go Ichi-Hachi" ("5-18" ou "18 de maio").
Em 19 de maio de 1936, Abe foi às compras e assistiu a um filme. Sob um pseudônimo, ela se hospedou em uma pousada em Shinagawa em 20 de maio, onde fez uma massagem e bebeu três garrafas de cerveja. Ela passou o dia escrevendo cartas de despedida para Ōmiya, um amigo, e Ishida. Abe planejou cometer suicídio uma semana após o assassinato e praticou necrofilia. Sada Abe mais tarde declarou: "Eu me senti apegada ao pênis de Ishida e pensei que somente depois de me despedir dele em silêncio eu poderia morrer. Desembrulhei o papel que os segurava e olhei para seu pênis e escroto. Coloquei seu pênis na minha boca e até tentei inseri-lo dentro de mim... No entanto, não funcionou, embora eu continuasse tentando e tentando. Então, decidi que fugiria para Osaka, ficando com o pênis de Ishida o tempo todo. No final, eu pularia de um penhasco no Monte Ikoma enquanto segurava seu pênis." 
Às 16h, detetives da polícia, desconfiados do pseudônimo sob o qual Abe havia se registrado, foram ao seu quarto. "Não sejam tão formais", disse ela. "Vocês estão procurando por Sada Abe, certo? Bem, sou eu. Sou Sada Abe." Como a polícia não se convenceu, ela exibiu os genitais de Ishida como prova.
Abe foi presa e interrogada ao longo de oito sessões. Quando questionada sobre o motivo de ter cortado os genitais de Ishida, Abe respondeu: "Porque eu não podia levar a cabeça ou o corpo dele comigo. Eu queria levar a parte dele que me trazia as memórias mais vívidas." A policial que a interrogava ficou impressionada com o comportamento de Abe quando questionada sobre o motivo de ter matado Ishida. "Imediatamente ela ficou excitada e seus olhos brilharam de uma forma estranha." A sua resposta foi: "Eu amava-o tanto, queria-o só para mim. Mas como não éramos marido e mulher, enquanto ele vivesse, poderia ser abraçado por outras mulheres. Eu sabia que se o matasse nenhuma outra mulher poderia voltar a tocá-lo, por isso matei-o..." Ao tentar explicar o que distinguia o caso de Abe de mais de uma dúzia de outros casos semelhantes no Japão, William Johnston  sugere que foi esta resposta que capturou a imaginação da nação: "Ela não tinha matado por ciúmes, mas por amor." Mark Schreiber observa que o Incidente de Sada Abe ocorreu numa altura em que os meios de comunicação social japoneses estavam preocupados com problemas políticos e militares extremos, incluindo o Incidente Ni-Ni-Roku e uma guerra iminente na China . Ele sugere que um escândalo sexual sensacionalista como este serviu como uma libertação nacional bem-vinda, dos eventos perturbadores da época. O caso também ressoou com o estilo ero guro nansensu ("erótico-grotesco-absurdo") popular na época, e o caso passou a representar esse gênero nos anos seguintes.
Quando os detalhes do crime foram tornados públicos, começaram a circular rumores de que o pênis de Ishida era de tamanho extraordinário; no entanto, o policial que interrogou Abe após sua prisão negou isso, dizendo: "O de Ishida era apenas médio. [Abe] me disse: 'Tamanho não faz um homem na cama. Técnica e seu desejo de me agradar eram o que eu gostava em Ishida. ' "Após sua prisão, o pênis e os testículos de Ishida foram movidos para o museu de patologia da Faculdade de Medicina da Universidade de Tóquio. Eles foram colocados em exibição pública logo após o fim da Segunda Guerra Mundial , mas desde então desapareceram. 
O primeiro dia do julgamento de Abe foi 25 de novembro de 1936; às 5 da manhã, multidões já se reuniam para assistir. O juiz que presidia o julgamento admitiu estar sexualmente excitado por alguns dos detalhes envolvidos no caso, mas garantiu que o julgamento fosse realizado com a maior seriedade. A declaração de Abe antes de receber a sentença começou: "O que mais lamento sobre este incidente é que passei a ser mal interpretada como uma espécie de pervertido sexual... Nunca houve um homem na minha vida como Ishida. Havia homens de quem eu gostava e com quem dormi sem aceitar dinheiro, mas nenhum me fez sentir do jeito que me senti em relação a ele."
Em 21 de dezembro de 1936, Abe foi condenada por assassinato e mutilação de cadáver. Embora a acusação tenha exigido a pena máxima de dez anos, e Abe alegasse que desejava a pena de morte, ela foi de fato condenada a apenas seis anos de prisão. Abe foi confinada na penitenciária feminina de Tochigi, onde era a prisioneira nº 11. Sua sentença foi comutada em 10 de novembro de 1940, por ocasião das comemorações do 2.600º aniversário da mítica fundação do Japão, quando o imperador Jimmu subiu ao trono. Abe foi libertada exatamente cinco anos após o assassinato, em 17 de maio de 1941.
O registro policial do interrogatório e confissão de Abe se tornou um best-seller nacional em 1936. Christine L. Marran coloca o fascínio nacional pela história de Abe dentro do contexto do dokufu (毒婦) ou estereótipo de "mulher venenosa", um tipo de personagem feminina transgressora que se tornou popular pela primeira vez em romances seriados japoneses e obras teatrais na década de 1870. Na esteira da literatura popular de "mulher venenosa", autobiografias confessionais de criminosas começaram a aparecer no final da década de 1890. No início da década de 1910, os escritos autobiográficos de mulheres criminosas assumiram um tom sem remorso e às vezes incluíam críticas ao Japão e à sociedade japonesa. Kanno Suga, que foi enforcada em 1911 por conspirar para assassinar o Imperador Meiji, escreveu ensaios abertamente rebeldes enquanto estava na prisão. Kaneko Fumiko, que foi condenada à morte por conspirar para bombardear a família imperial, usou sua notoriedade para falar contra o sistema imperial e o racismo e o paternalismo que ela disse que ele engendrou. A confissão de Abe, nos anos desde seu aparecimento, tornou-se a narrativa criminal feminina mais circulada no Japão. Marran aponta que Abe, ao contrário de autobiógrafos criminais anteriores, enfatizou sua sexualidade e o amor que sentia por sua vítima.
Após ser libertada da prisão, Abe assumiu um pseudônimo. Como a amante de um "homem sério", a quem se referia em suas memórias como "Y", mudou-se primeiro para a Prefeitura de Ibaraki e depois para a Prefeitura de Saitama. Quando a verdadeira identidade de Abe se tornou conhecida pelos amigos e familiares de Y, ela rompeu o relacionamento.
Após a Segunda Guerra Mundial, desejando desviar a atenção pública da política e das críticas às autoridades de ocupação, o governo Yoshida incentivou uma política "3-S" - "esportes, tela e sexo". Escritos pré-guerra, como O Diagnóstico Psicológico de Abe Sada (1937) retratam Abe como um exemplo dos perigos da sexualidade feminina desenfreada e como uma ameaça ao sistema patriarcal. No pós-guerra, ela foi tratada como uma crítica do totalitarismo e um símbolo de liberdade de ideologias políticas opressivas. Abe se tornou um assunto popular na literatura de alta e baixa qualidade. O escritor buraiha Sakunosuke Oda escreveu duas histórias baseadas em Abe, e um artigo de junho de 1949 observou que Abe havia tentado recentemente limpar seu nome depois que ele foi usado em uma "montanha" de livros eróticos.
Em 1946, o escritor Ango Sakaguchi entrevistou Abe, tratando-a como uma autoridade em sexualidade e liberdade. Ele chamou Abe de uma "figura terna e calorosa de salvação para as gerações futuras". Em 1947, The Erotic Confessions of Abe Sada, de Ichiro Kimura, tornou-se um best-seller nacional, com mais de 100.000 cópias vendidas. O livro tinha a forma de uma entrevista com Abe, mas na verdade era baseado nos registros de interrogatório policial. Como resposta a este livro, Abe escreveu sua própria autobiografia, Memoirs of Abe Sada , que foi publicada em 1948. Em contraste com a descrição de Kimura dela como uma pervertida, ela enfatizou seu amor por Ishida. A primeira edição da revista True Story (実話, Jitsuwa ), em janeiro de 1948, apresentou fotos inéditas do incidente com a manchete "Ero-guro do Século! Primeiro Lançamento Público. Ilustrado do Incidente de Abe Sada." Refletindo a mudança de tom nos escritos sobre Abe, a edição de junho de 1949 da Monthly Reader a chamou de "Heroína daquela época" por seguir seus próprios desejos em uma época de "falsa moralidade" e opressão.
Abe capitalizou sua notoriedade ao dar uma entrevista em uma revista popular, e aparecendo por vários anos a partir de 1947 em uma produção itinerante de um ato chamada Shōwa Ichidai Onna ( Uma Mulher do Período Shōwa ) sob a direção do dramaturgo Nagata Mikihiko. Em 1952, ela começou a trabalhar no Hoshikikusui, um pub da classe trabalhadora em Inari-chō, no centro de Tóquio. Abe viveu uma vida discreta no bairro de Shitaya, em Tóquio, pelos próximos 20 anos, e a associação de restaurantes do bairro lhe deu um prêmio de "funcionária modelo". Mais de uma vez, durante a década de 1960, o crítico de cinema Donald Richie visitou o Hoshikikusui. Em sua coleção de perfis, Retratos Japoneses , ele descreve Abe fazendo uma entrada dramática em um grupo barulhento de bebedores. Ela descia lentamente uma longa escadaria que levava ao meio da multidão, fixando um olhar altivo em cada indivíduo da plateia. Os homens no pub respondiam colocando as mãos sobre as virilhas e gritando coisas como: "Escondam as facas!" e "Estou com medo de ir fazer xixi!". Abe batia no corrimão com raiva e encarava a multidão em um silêncio desconfortável e completo, e só então continuava sua entrada, conversando e servindo bebidas de mesa em mesa. Richie comenta: "...ela realmente estrangulou um homem até a morte e depois cortou seu membro. Tive um arrepio quando Sada Abe me deu um tapa nas costas."
Em 1969, Abe apareceu na seção "Incidente Sada Abe" do documentário dramatizado do diretor Teruo Ishii , História de crimes bizarros cometidos por mulheres nas eras Meiji, Taishō e Shōwa (明治大正昭和 猟奇女犯罪史, Meiji Taishō Shōwa Ryōki Onna Hanzaishi ) e a última fotografia conhecida de Abe foi tirada em agosto daquele ano. 
Abe desapareceu dos olhos do público em 1970. Quando o filme O Império dos Sentidos estava sendo planejado em meados da década de 1970, o diretor Nagisa Ōshima aparentemente procurou Abe e, após uma longa busca, a encontrou, com o cabelo raspado, em um convento em Kansai. De acordo com Kagero Mutsuki, por volta de 1992, o assassino canibal Issei Sagawa de alguma forma rastreou Abe até uma casa de repouso na cidade de Izu , província de Shizuoka.

## Filmes
A própria Abe apareceu na seção "Incidente Sada Abe" do documentário de 1969 de Teruo Ishii, "História de crimes bizarros cometidos por mulheres nas eras Meiji, Taisho e Showa"  (明治大正昭和 猟奇女犯罪史, Meiji Taishō Shōwa Ryōki Onna Hanzaishi ); a atriz Yukie Kagawa interpretou Abe.
Existem pelo menos 6 filmes baseados em sua vida:
- 1975 – Noboru Tanaka:  "A Woman Called Sada Abe" foi lançado para um público exclusivo do Japão, mas foi ofuscado internacionalmente por seu sucessor mais explícito, lançado no ano seguinte.[90]
- 1976 – Nagisa Oshima: "O império dos sentidos" que foi amplamente banido e censurado após seu lançamento, por cenas explícitas de sexo e nudez..[91]
- 1998 – Nobuhiko Obayashi "Sada"  estrelando  Hitomi Kuroki.[92]
- 1999 – Sachi Hamano Heiseiban: Abe Sada: Anta ga Hoshii (平成版　阿部定　あんたが欲しい)[93]
- 2011 – Yuma Asami: Abe Sada Saigo no Nanokakan [94]

### Em português
- RICHIE, Donald. Retratos japoneses: crônicas da vida pública e privada. São Paulo: Editora Escrituras, 2000. ISBN 8586303755

### Em outras línguas
- Honjo, Yuki Allyson (2005). «The Cruelest Cut». JapanReview.net. Consultado em July 24, 2007. Cópia arquivada em January 6, 2015 Verifique data em: |acessodata=, |arquivodata= (ajuda) (Review of Johnston, William. Geisha, Harlot, Strangler, Star)
- Marran, Christine (2007). Poison Woman: Figuring Female Transgression in Modern Japanese Culture. Minneapolis, MN: University of Minnesota Press. ISBN 0-8166-4727-5
- Johnston, William (2005). Geisha, Harlot, Strangler, Star: A Woman, Sex, and Morality in Modern Japan. New York: Columbia University Press. ISBN 978-0-231-13052-3 Verifique o valor de |url-access=registration (ajuda)
- McLelland, Mark (September 9, 2012). «Sex and Censorship During the Occupation of Japan». The Asia-Pacific Journal: Japan Focus. 10 (37) Verifique data em: |data= (ajuda)
- Marran, Christine (2007). Poison Woman: Figuring Female Transgression in Modern Japanese Culture. Minneapolis, MN: University of Minnesota Press. ISBN 978-0-8166-4727-9
- Richie, Donald (1987). «Sada Abe». Japanese Portraits 2006 ed. Tokyo: Tuttle Publishing. ISBN 978-0-8048-3772-9
- Schreiber, Mark (2001). «O-Sada Serves a Grateful Nation». The Dark Side: Infamous Japanese Crimes and Criminals. Tokyo: Kodansha. ISBN 978-4-7700-2806-8
- Thompson, Bill (1985). «Jitsuroko [sic] Abe Sada». In:  Magill, Frank N. Magill's Survey of Cinema: Foreign Language Films; Volume 4. Englewood Cliffs, N.J.: Salem Press. ISBN 978-0-89356-247-2